# Lallemand (cráter)
Lallemand es un pequeño cráter de impacto lunar que se encuentra cerca del terminador occidental de la Luna, en una región donde la visibilidad se ve afectada por los efectos de la libración. Debido a su ubicación, cuando se ve desde la Tierra el cráter se muestra lateralmente, lo que limita el detalle apreciable. Se encuentra en la parte noreste los Montes Rook, que forman un anillo alrededor de la enorme cuenca de impacto del Mare Orientale. Al noreste se halla el Lacus Autumni y al noroeste se aparece el Lacus Veris, dos pequeños maria situados a ambos lados de la cordillera.
Se trata de un cráter circular con forma de cuenco. Sus paredes interiores se inclinan hasta dejar reducida su plataforma central a un pequeño círculo en su punto medio. Fue designado previamente Kopff A antes de ser renombrado por la UAI. El cráter Kopff se encuentra al suroeste, en el borde oriental del Mare Orientale.
|  |